# Evaldas Šiškevičius
Evaldas Šiškevičius (Vilnius, 30 de dezembro de 1988) é um ex-ciclista lituano, tendo competido profissionalmente entre 2011 e 2022.

## Biografia
Em 2006, nos campeonatos da Europa juniores, Šiškevičius foi quinto da contrarrelógio e nono da prova em linha.
Em 2008, uniu-se à equipa Vélo Clube La Pomme Marseille na França. Ganhou o Grande Prêmio da Ville de Nogent-sur-Oise, e as prova da copa de France de Clubs (amadoras) do Boucles Catalães e o Grande Prêmio de Peymeinade. Foi terceiro no Campeonato da Lituânia Contrarrelógio, como em 2007, e também foi campeão do mundo universitário em contrarrelógio. A partir do mês de agosto, foi stagiaire nas fileiras da equipa profissional Crédit Agricole, que desapareceu a final de temporada.
Em 2009 e 2010 proclamou-se subcampeão da Lituânia em contrarrelógio. Em 2010 ganhou outra das provas da copa de France de Clubs, a Boucle de l'Artois. Nos campeonatos do mundo de 2009 em categoria sub-23 em Mendrisio, termina 37.º na contrarrelógio e abandona na corrida em linha. Participou de novo nos campeonatos do mundo de 2011 em Austrália. Foi 29.º da contrarrelógio e 95.º na prova em linha.
Em 2011 converteu-se em profissional com a equipa La Pomme Marseille, que adquiriu o status de equipa continental.

## Palmarés
| - 2007 - 3.º no Campeonato da Lituânia Contrarrelógio - 2008 - Grande Prêmio da Ville de Nogent-sur-Oise - 3.º no Campeonato da Lituânia Contrarrelógio - 2009 - 2.º no Campeonato da Lituânia Contrarrelógio - 2010 - 2.º no Campeonato da Lituânia Contrarrelógio - 2011 - Volta ao Alentejo, mais 1 etapa - 3.º no Campeonato da Lituânia Contrarrelógio - 2012 - 1 etapa do Tour de Bretanha - 1 etapa do Tour de Limusino - Grande Prêmio da Somme | - 2013 - 3.º no Campeonato da Lituânia em Estrada - 2015 - Circuito das Ardenas - Tour de Yancheng, mais 1 etapa - 2018 - 3.º no Campeonato da Lituânia Contrarrelógio - 3.º no Campeonato da Lituânia em Estrada - 2019 - 2.º no Campeonato da Lituânia Contrarrelógio - 2020 - Campeonato da Lituânia Contrarrelógio - 2021 - Campeonato da Lituânia Contrarrelógio - 3.º no Campeonato da Lituânia em Estrada |